# Emmanuelle Seigner
Emmanuelle Seigner (Parigi, 22 giugno 1966) è un'attrice, modella e cantante francese, nipote dell'attore Louis Seigner e sorella dell'attrice Mathilde Seigner.

## Biografia
È la figlia di Jean-Louis Seigner (1941-2020), fotografo, e di Aline Ponelle, giornalista
Ha iniziato a sfilare come modella all'età di quattordici anni, divenendo col tempo una celebre professionista del settore. Diventa testimonial per le campagne pubblicitarie di Burberry, Céline, H&M, Marc Jacobs, Moschino e Yves Saint Laurent e compare sulle copertine di Elle, Vogue e D - la Repubblica delle donne.
Moglie del regista franco-polacco Roman Polański, con cui ha avuto due figli, Morgane e Elvis, è stata co-protagonista in Frantic al fianco di Harrison Ford e in Luna di fiele con Hugh Grant, diretta proprio dal marito; ha inoltre partecipato anche al film con Johnny Depp La nona porta, ancora sotto la regia di Roman Polański.
Nel 2006 ha iniziato una collaborazione come cantante con il duo pop rock Ultra Orange, con il quale ha pubblicato un album, Ultra Orange & Emmanuelle, nel 2007. Da quest'album è stata estratta la canzone Don't Kiss Me Goodbye, utilizzata nella colonna sonora di Lo scafandro e la farfalla. Nei primi mesi del 2013 gira Venere in pelliccia film diretto dal marito Roman Polański.

## Filmografia parziale
- Detective, regia di Jean Luc Godard (1985)
- Non guardatemi, regia di Pierre Granier-Deferre (1986)
- Frantic, regia di Roman Polański (1988)
- Il male oscuro, regia di Mario Monicelli (1990)
- Luna di fiele, regia di Roman Polański (1992)
- Il sorriso (Le sourire), regia di Claude Miller (1994)
- Nirvana, regia di Gabriele Salvatores (1997)
- Place Vendôme, regia di Nicole Garcia (1998)
- La nona porta, regia di Roman Polański (1999)
- Streghe verso nord, regia di Giovanni Veronesi (2001)
- Segreti di famiglia, regia di Dennis Berry (2001)
- Body Snatch (Corps à corps), regia di François Hanss (2003)
- La vie en rose, regia di Olivier Dahan (2007)
- Lo scafandro e la farfalla, regia di Julian Schnabel (2007)
- Giallo, regia di Dario Argento (2009)
- Essential Killing, regia di Jerzy Skolimowski (2010)
- Nella casa (Dans la maison), regia di François Ozon (2012)
- L'uomo che ride di Jean-Pierre Améris (2012)
- Venere in pelliccia, regia di Roman Polański (2013)
- La battaglia di Jadotville (The Siege of Jadotville), regia di Richie Smyth (2016)
- Riparare i viventi (Réparer les vivants), regia di Katell Quillévéré (2016)
- Quello che non so di lei (D'après une histoire vraie), regia di Roman Polański (2017)
- Van Gogh - Sulla soglia dell'eternità (At Eternity's Gate), regia di Julian Schnabel (2018)
- L'ufficiale e la spia (J'accuse), regia di Roman Polański (2019)

## Doppiatrici italiane
Nelle versioni in italiano dei suoi film, Emmanuelle Seigner è stata doppiata da:
- Emanuela Rossi in Frantic, Luna di fiele, Il male oscuro, Body Snatch, Venere in pelliccia, Riparare i viventi, Quello che non so di lei, L'ufficiale e la spia
- Chiara Colizzi in La vie en rose, Van Gogh - Sulla soglia dell'eternità
- Antonella Rendina in Il sorriso
- Micaela Esdra in La nona porta
- Laura Romano in Lo scafandro e la farfalla
- Laura Lenghi in Giallo

## Agenzie
- Storm Model Agency - Londra
- Riccardo Gay Model Management
- Silent Models

## Discografia
- Ultra Orange & Emmanuelle (2007)
- Dingue (2010)
- Distant Lover (2014)
- Diabolique (2019)